# 我可以被擁抱嗎？因為太過寂寞而叫了蕾絲邊應召
《我可以被擁抱嗎？因為太過寂寞而叫了蕾絲邊應召》（日语：さびしすぎてレズ風俗に行きましたレポ）是永田カビ創作的網路漫畫，原本在Pixiv上連載後集結成書，由イースト・プレス發行，全一冊，中文版由東販出版，何姵儀翻譯。內容為作者描述自身憂鬱症情形的自傳性質漫畫。

## 內容大綱
前言
2015年6月某日，不曾有過性經驗的28歲主角永田在賓館裡和一位在蕾絲邊風俗店的性工作者發生性關係。全書描述永田自高中畢業後至28歲的十年之間，為了長大成人而尋找「甘蜜」的心路歷程。
自高中畢業後，永田在大學念了半年，被退學後患上憂鬱症和進食障礙，儘管在商店打工，但因內心缺乏歸屬感，工作表現不佳，拒食症也轉為暴食症，沒有多久便被開除。家人無法理解她的精神疾病，使永田感到無處可去，便決定拼死一搏。
前日談
永田視父母的評價為自己的原動力，她努力讓生活步上晨起夜睡、一日三餐的規律，並在麵包店打工兩年，但仍無法得到父母認同，在面試正職工作時，醒悟自己該從事喜歡且擅長的漫畫，之後三年間一邊打工一邊投稿，因屢不得志，便回到醫院服藥，症狀改善後，她開始閱讀心理學相關的書籍與報導，意識到自己想被年長女性擁抱，性偏好也是女性，並認為應將自己從滿足父母的期望中抽離，進而探索自己的內心，最後得出了去找應召女郎的結論。
預約之前
在上網查詢後的隔日，雖然還未預約，但永田的心境開闊不少，因為這是她為了自己而做出的行動。她為此開始重視儀容、每天洗澡更衣，儘管過去因憂鬱拔頭髮而造成的禿頭仍令她感到自卑，她還是送出了預約。
當日篇
永田在車站與應召女郎由香見面，進到正在重新裝潢的老舊旅館，由香詢問永田的性經驗，並表示對自己是永田初次性經驗的對象感到榮幸，也誇讚她做出的決定。在床上愛撫時，永田發現連普通聊天都辦不到的自己，似乎是跳過了各種人際互動，直接進入高難度的溝通，這使她被緊張感擊垮，並對正在進行的性事缺乏真實感，在與由香擁抱時，手臂也無法施力。緊鎖心門的永田，對溫柔的由香感到非常抱歉。
後日談
在有了初次性體驗後，永田感到豁然開朗，她發現自己過去對性有許多錯誤的想像（因為來源都是BL同人誌）。永田決定將自己的經驗畫下來並放上pixiv分享，起初因爆紅而感到害怕，但沒多久後輕鬆許多，被她光顧的店還以此大肆宣傳，出版社也傳來佳訊，永田認為自己已經找到死亡以外的出路，也找到了可以滿足自己內心的「甘蜜」。
雜談篇
2015年11月，永田預約了第二次應召服務，被對方猜出自己的身份，雖然過程非常舒服，但永田卻忘了擁抱她。

## 獲獎
本作獲得2017年《這本漫畫真厲害！》女生篇第3名、2018年哈維獎BestManga部門。